# Jerome Ehlers
Jerome Francis Ehlers (ur. 20 grudnia 1958 w Perth, zm. 9 sierpnia 2014 w Sydney) – australijski aktor telewizyjny i filmowy.

## Życiorys
Urodził się w Perth w Australii. W latach 70. uczęszczał do szkoły katolickiej St Thomas More College. W 1987 ukończył National Institut of Dramatic Art w Sydney. Studiował sztuki na University of Western Australia.
Na dużym ekranie zadebiutował u boku Toma Sellecka w przygodowym westernie Quigley na Antypodach. Najbardziej znany z ról w serialach bardzo popularnych w Australii: Szkoła złamanych serc, Zaginiony świat, Władca zwierząt, Chata pełna Rafterów.
W 2009 ukończył Southern Cross University, gdzie studiował dziennikarstwo, media, politologię, politykę i historię.
Zmarł 9 sierpnia 2014 w Sydney w wieku 55. lat, po dziesięciomiesięcznej walce z rakiem.

## Wybrana filmografia

### Filmy
| Rok  | Tytuł filmu                          | Rola               |
| ---- | ------------------------------------ | ------------------ |
| 1990 | Quigley na Antypodach                | Coogan             |
| 1992 | Trefny narzeczony                    | Joe Martinez       |
| 1993 | Nie do pokonania                     | Kurt               |
| 1998 | Zbuntowany klon                      | „Maddy” Madison    |
| 1999 | Partnerska rozgrywka                 | uliczny artysta    |
| 1999 | Polowanie na czarownice              | Jack Maitland      |
| 2001 | Gwiazdeczka: Historia Shirley Temple | Adolphe Menjoe     |
| 2001 | Duet serc                            | Toby               |
| 2002 | Atak na "Królową"                    | Kevin Blake        |
| 2002 | Co do sekundy                        | Larkin             |
| 2005 | VI Batalion                          | Pułkownik H. White |
| 2006 | Ptasia grypa w Ameryce               | Chad Sinclair      |
| 2002 | W cywilu                             | Van Buren          |

### Seriale
| Rok       | Tytuł serialu              | Rola                      |
| --------- | -------------------------- | ------------------------- |
| 1993      | W pułapce czasu            | Nigel Felsham (gościnnie) |
| 1994-1999 | Szkoła złamanych serc      | Max Harrison (gościnnie)  |
| 1996-2002 | Szczury wodne              | Peter Klein (gościnnie)   |
| 1999-2002 | Zaginiony świat            | Loke/Olmec/Trybun         |
| 1999-2002 | Władca zwierząt            | Onde                      |
| 2004      | Historia Lindy Chamberlain | Ken Brown                 |
| 2007      | Morski Patrol              | Peter (gościnnie)         |
| 2007      | Życie po falstarcie        | Kierownik                 |
| 2008      | Chata pełna Rafterów       | Tony Westaway             |
| 2011      | Crownies                   | Rhys Kowalski             |